# Säsong 13 av Farmen
Den trettonde säsongen av Farmen spelades in på gården "Norra Brandstorp" i Vaggeryds kommun i Småland. Avsnitten visades mellan den 5 januari och den 15 mars 2020 och Paolo Roberto medverkade för sjätte året i rad som programledare. Vid sin sida hade han hästbonden Hans Wincent som medverkade för tredje året i rad som mentor.
Denna säsong hade farmen uppgraderats med en liten badstuga, punschveranda och riktiga madrasser i farmarnas sängar, annars var det sig ganska likt sedan tidigare säsonger. Enligt Roberto var detta den roligaste säsongen som han har varit med om under sin tid som programledare för farmen.
För fjärde säsongen i rad så erhöll deltagarna amuletter genom att antingen bli valda till storbonde eller vinna tvekamper. Utan minst en amulett kunde de inte komma vidare till finalen och ju fler de hade där och då, desto större chans hade de att vinna hela tävlingen.
Torpet fanns också med i sedvanlig ordning och årets säsong, den fjärde i rad, spelades liksom den föregående in på "Lillängen". De farmare som hamnade där hade sedan möjlighet att åter slå sig tillbaka in på farmen igen. Avsnitten visades måndag till onsdag på TV4 Play, mellan den 13 januari och den 26 februari, samt som ett enda avsnitt i TV4 på torsdagar mellan den 23 januari och den 27 februari 2020.

## Deltagare[2]
| Deltagare             | Ålder | Bostad         | Sysselsättning           | Resultat                                       |
| --------------------- | ----- | -------------- | ------------------------ | ---------------------------------------------- |
| Sussi Olssen          | 20    | Stockholm      | Egenföretagare           | Skickades till torpet i avsnitt 6.             |
| Madeleine Svedelius   | 40    | Eskilstuna     | Säljare                  | Skickades till torpet i avsnitt 7.             |
| Patrik Alm            | 55    | Oslo           | Bartender                | Förlorade tredje tvekampen.                    |
| Erika Bergholm        | 41    | Göteborg       | Fastighetsmäklare        | Skickades till torpet i avsnitt 12.            |
| Anette Olsson         | 67    | Helsingborg    | Pensionär                | Förlorade fjärde tvekampen.                    |
| Johan Skattberg       | 28    | Stockholm      | Frilansare               | Förlorade femte tvekampen.                     |
| Esmeralda Gyllensvärd | 28    | Växjö          | Golvläggare              | Skickades till torpet i avsnitt 24.            |
| Jean-Luc Martin       | 48    | Lessebo        | Bagare                   | Skickades till torpet i avsnitt 24.            |
| Momma Merzi           | 30    | Karlshamn      | Egenföretagare           | Förlorade sjätte tvekampen.                    |
| Eleonora Gustafsson   | 57    | Arboga         | Akutsjukvårdare          | Skickades till torpet i avsnitt 34.            |
| Linnéa Åkesson        | 28    | Olofström      | Sjuksköterska            | Lämnade farmen i avsnitt 35 (Diskvalificerad). |
| Simon Axelsson        | 25    | Enköping       | Elevassistent            | Förlorade sjunde tvekampen.                    |
| Mergim Qoqaj          | 26    | Smålandsstenar | Egenföretagare           | Förlorade åttonde tvekampen.                   |
| Haroon Johansson      | 53    | Kattarp        | Undersköterska           | Förlorade nionde tvekampen.                    |
| Jens Rönnqvist        | 31    | Nordmaling     | Jakt- och fiskeguide     | Femte plats, förlorade kvartsfinalen.          |
| Peter Bysell          | 42    | Strängnäs      | Belysningsprojektör      | Fjärde plats, förlorade semifinalen.           |
| Fredrik Andersson     | 21    | Grästorp       | Allkonstnär              | Tredje plats, förlorade semifinalen.           |
| Johanna Ågren         | 29    | Stockholm      | Digital Content Designer | Andra plats, förlorade finalen.                |
| Sofie Hodén           | 29    | Stockholm      | Entreprenadingenjör      | Årets farmare.                                 |

## Torpet
I slutet på avsnitt 2 av Farmen tillkännagavs att torpet fanns med i tävlingen. 
Till skillnad från tidigare så var det inte längre den farmare som slogs ut i tinget som hamnade på "Lillängen". Istället var det storbonden som varje vecka bestämde vilken farmare som skulle flytta dit och bli torpare. Storbonden valde senare ut en annan farmare som skulle utmana en av torparna i en gårdskamp om en plats på farmen. 
Bland torparna avgjordes vem som skulle möta farmaren genom en tävling där vinnaren fick tävla mot farmaren i gårdskampen. Om torparen då vann över farmaren så fick de byta plats med varandra men om inte så återgick de till sina respektive platser.
Avsnitten visades på TV4 Play, måndag till onsdag, mellan den 13 januari och den 26 februari, samt som ett enda avsnitt i TV4 på torsdagar mellan den 23 januari och den 27 februari 2020.
| Deltagare             | Ålder | Bostad         | Sysselsättning           | Inflytt    | Resultat                                       |
| --------------------- | ----- | -------------- | ------------------------ | ---------- | ---------------------------------------------- |
| Sussi Olssen          | 20    | Stockholm      | Egenföretagare           | Avsnitt 1  | Lämnade torpet i avsnitt 2.                    |
| Madeleine Svedelius   | 40    | Eskilstuna     | Säljare                  | Avsnitt 1  | Lämnade torpet i avsnitt 3.                    |
| Simon Axelsson        | 25    | Enköping       | Elevassistent            | Avsnitt 1  | Flyttade tillbaka till farmen i avsnitt 9.     |
| Johanna Ågren         | 29    | Stockholm      | Digital Content Designer | Avsnitt 4  | Flyttade tillbaka till farmen i avsnitt 12.    |
| Fredrik Andersson     | 21    | Grästorp       | Allkonstnär              | Avsnitt 9  | Flyttade tillbaka till farmen i avsnitt 12.    |
| Jean-Luc Martin       | 48    | Lessebo        | Bagare                   | Avsnitt 12 | Lämnade torpet i avsnitt 12.                   |
| Linnéa Åkesson        | 28    | Olofström      | Sjuksköterska            | Avsnitt 12 | Flyttade tillbaka till farmen i avsnitt 15.    |
| Mergim Qoqaj          | 26    | Smålandsstenar | Egenföretagare           | Avsnitt 16 | Flyttade tillbaka till farmen i avsnitt 34.    |
| Esmeralda Gyllensvärd | 28    | Växjö          | Golvläggare              | Avsnitt 12 | Lämnade torpet i avsnitt 18 (Diskvalificerad). |
| Erika Bergholm        | 41    | Göteborg       | Fastighetsmäklare        | Avsnitt 4  | Förlorade sista tävlingen.                     |
| Eleonora Gustafsson   | 57    | Arboga         | Akutsjukvårdare          | Avsnitt 18 | Förlorade sista tävlingen.                     |
| Haroon Johansson      | 53    | Kattarp        | Undersöterska            | Avsnitt 15 | Fick flytta tillbaka till farmen.              |

### Gårdskamper
| Torpare             | Utmanare            | Gårdskamp    | Förlorare           |
| ------------------- | ------------------- | ------------ | ------------------- |
| Madeleine Svedelius | Erika Bergholm      | Knivkastning | Madeleine Svedelius |
| Simon Axelsson      | Fredrik Andersson   | Stocksågning | Simon Axelsson      |
| Simon Axelsson      | Fredrik Andersson   | Stenstapling | Fredrik Andersson   |
| Linnéa Åkesson      | Haroon Johansson    | Stocken      | Haroon Johansson    |
| Mergim Qoqaj        | Eleonora Gustafsson | Måttet       | Eleonora Gustafsson |